# Sant'Egidio (Perugia)
Sant'Egidio is een frazione in het noordoosten van de gemeente Perugia, in  Umbrië, Italië.  Sant'Egidio ligt vlak bij het vliegveld van Perugia, het Luchthaven Perugia San Egidio.